# Glyptemys
Genre
Synonymes
- Calemys Agassiz, 1857

Glyptemys est un genre de tortue de la famille des Emydidae.

## Répartition
Ces tortues se rencontrent au Canada et aux États-Unis.

## Liste des espèces
Selon TFTSG (9 juin 2011) :
- Glyptemys insculpta (LeConte, 1830) — Tortue des bois
- Glyptemys muhlenbergii (Schoepff, 1801) — Tortue de Muhlenberg

## Publication originale
- Agassiz, 1857 : Contributions to the Natural History of the United States of America. Little, Brown & Co., Boston, vol. 1, p. 1-452 (texte intégral).